# Wilma Alanoca Mamani
Antonia Wilma Alanoca Mamani (La Paz, Bolivia; 5 de julio de 1978) es una periodista, presentadora de televisión, locutora de radio y política boliviana que ocupó el alto cargo de Ministra de Culturas y Turismo de Bolivia desde el 23 de enero de 2017 hasta el 10 de noviembre de 2019 durante el tercer gobierno del presidente Evo Morales Ayma. 
En su trayectoria política, Alanoca se desempeñó también en el cargo de concejal de oposición del municipio de El Alto desde 2015 hasta 2017 por el partido del Movimiento al Socialismo, durante la  gestión de la alcaldesa Soledad Chapetón Tancara.

## Biografía

### Primeros años
Wilma Alanoca nació el 5 de julio de 1978 en la ciudad de La Paz. Es hija de Rosendo Alanoca y Margarita Mamani. Su padre fue un dirigente vecinal y su madre es una comerciante. Wilma es la última hija de 4 hijos del matrimonio.

### Vida profesional
Alanoca inició su trayectoria en medios desde su etapa como estudiante universitaria el año 2004 en la Radio Continental en el programa “Compartiendo la tarde”. 
Luego trabajó por un tiempo en la  Radio Fides, en el programa “Radio en Vivo" junto al periodista paceño Andrés Rojas. 
Wilma Alanoca comenzaría a presentar las noticias en el canal Unitepc, posteriormente en Paceñísima de Televisión (canal 33). También estuvo en el canal estatal Bolivia TV con un pequeño programa empresarial denominado Pymes y Mypes. 
Trabajó como locutora de radio en la Radio Integración de la ciudad de El Alto, con su programa “Dos horas con Wilma” así como en el canal regional de la ciudad de El Alto "Canal 24" con el programa “Wilma y Usted”. 
Llegó también a ser directora de comunicación de la empresa Cotel, aunque solamente fue por un breve tiempo.[cita requerida]

### Red ATB (2011-2014)
En el año 2011, Alanoca  se incorporó a trabajar a la Red ATB donde inicialmente realizaba la cobertura de las noticias desde El Alto y luego como presentadora de noticias. Trabajó en ese medio de comunicación por  tiempo de 3 años, hasta 2014.

## Carrera política

### Concejal de El Alto (2015-2017)
En 2015, Alanoca se declara militante del Movimiento al Socialismo (MAS-IPSP) liderado por Evo Morales Ayma. En marzo de 2015, es elegida concejala en la oposición en la ciudad de El Alto. Ejerció el cargo de concejal desde el año 2015 hasta el año 2017.

### Ministra de Culturas y Turismo de Bolivia (2017-2019)
El 23 de enero de 2017, el Presidente de Bolivia Evo Morales Ayma la posesionó  como ministra de  Culturas y Turismo de Bolivia. Para el año 2017,  Alanoca (1978) se constituía junto a Mariana Prado Noya (1982) y Ariana Campero Nava (1986) como una de pocas ministras mujeres del tercer gobierno del presidente Evo Morales Ayma. Como Jefa de Gabinete de Alanoca se posesionó a la coordinadora de confianza de Juan Ramón Quintana, Natalia Rodríguez Blanco (delatora e infidente de sus excompañeros), quien posteriormente fue cambiada por Tito Tornero, más tarde aprendido por subversión. De la gestión de Alanoca hay referencias tanto positivas como negativas, entre las más llamativas fue su falta de apoyo a la Feria Internacional del Libro en La Paz, así como su apoyo al Rally Dakar con la suma de  $us 4 millones. además del poco apoyo a la comunidad de artistas independientes.

#### Agresiones
El 1 de marzo de 2018, durante la entrega de gas domiciliario en la ciudad de El Alto por motivo de su aniversario, la ministra Alanoca fue agredida verbalmente por el presidente de Bolivia Evo Morales Ayma. Las palabras del primer mandatario fueron duramente criticadas por la población por denigrar a la mujer con la siguiente frase: 

"El pueblo alteño crece que crece, no solamente porque son cututus (conejos). No quiero que se molesten, hay que pedir a la hermana Ministra (Wilma Alanoca) que aporte para poblar El Alto, ahí está un diputado, está cerquita creo"
Presidente de Bolivia Evo Morales Ayma (3 de marzo de 2018).

### Concejal de El Alto (2021-2023)
El 29 de diciembre de 2020, los diferentes medios de comunicación dieron a conocer a la opinión pública que la exministra de Culturas y Turismo Wilma Alanoca Mamani del gobierno de Evo Morales Ayma, se encontraría postulando nuevamente al cargo de primera concejal de la ciudad de El Alto en representación del partido MAS-IPSP.
Durante la campaña electoral, el candidato a la alcaldía alteña Francisco Javier Tarqui (quien también fue concejal del partido opositor Unidad Nacional desde 2015 hasta 2020) impugnó la candidatura de Alanoca y pidió su inhabilitación ante Tribunal Supremo Electoral (TSE), pues según el candidato Tarqui, la exministra Wilama Alanoca no cumplía los requisitos de residencia de haber vivido lo 2 últimos años en el municipio previo a las elecciones, pues señaló que Alanoca había vivido durante casi 1 año entero en territorio mexicano mientras se encontraba como refugiada en la embajada de México en la ciudad de La Paz. Al final, el 24 de enero de 2021, el TSE señaló que la candidatura de Wilma Alanoca se encontraba totalmente habilitada para participar en las elecciones subnacionales al igual que la candidatura de César Dockweiler a la ciudad de La Paz.

## Controversias
El 25 de septiembre de 2019, varios dirigentes vecinales del Distrito 3 de la ciudad de El Alto denunciaron a la entonces ministra Wilma Alanoca de querer agredirlos y dividirlos con fines políticos, denunciandola también inclusive por el delito de intento de asesinato contra una dirigente vecinal, ya que según ellos, Wilma Alanoca estaría queriendo ser e imponerse a la fuerza como  representante del MAS para candidata al cargo de alcaldesa de El Alto.

### Acusaciones de terrorismo y sedición
El 15 de noviembre de 2019, días después de la renuncia de Evo Morales Ayma y la posterior caída del Masismo en Bolivia (2006-2019), la policía boliviana declaró haber capturado a 4 funcionarios públicos pertenecientes al ministerio de culturas y turismo, los cuales se encontraban manejando bombas molotov y varios artefactos explosivos, con intenciones de generar vandalismo en La Paz y El Alto. En sus declaraciones, los trabajadores culparon a la exministra Wilma Alanoca de haberles mandado a preparar dichos explosivos para defender al régimen ya caído.

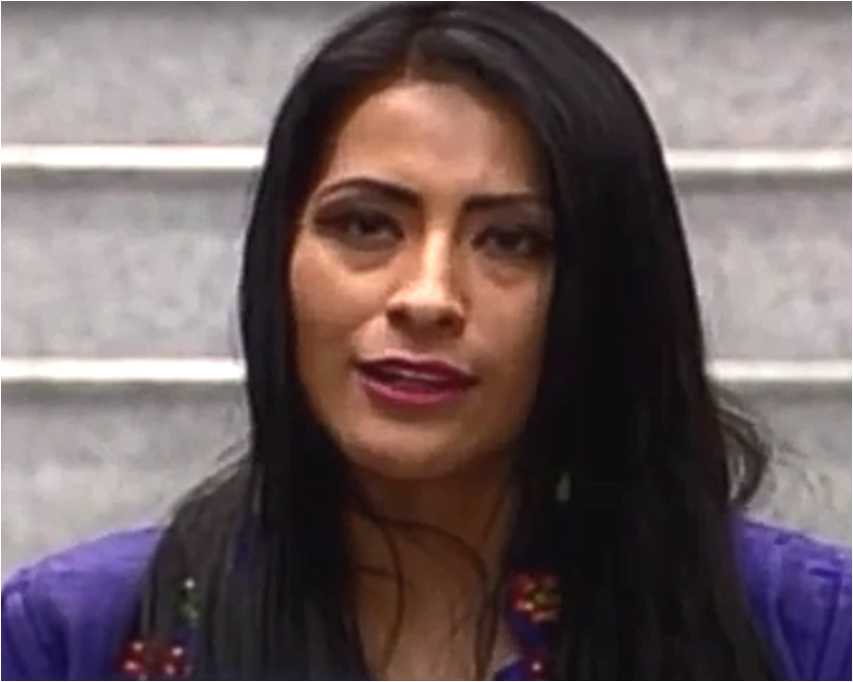
Ministra Wilma Alanoca en marzo de 2019, durante su último año en el alto cargo ministerial antes de refugiarse en la embajada mexicana. Fue acusada de terrorismo y fabricación de bombas molotov por el Gobierno de Jeanine Añez, pero nunca se pudo lograr demostrar ni comprobar dichas acusaciones durante un año que duró el gobierno de Áñez.

El 18 de noviembre de 2019, el diputado suplente Rafael Quispe, presentó una denuncia penal ante la Fiscalía Departamental de La Paz contra la exministra Wilma Alanoca, así como también contra el expresidente Evo Morales Ayma y todos sus ministros y demás autoridades masistas, que ocuparon altos cargos durante el Masismo por los delitos de sedición, terrorismo, alzamiento armado contra el estado boliviano, financiamiento de terrorismo, conspiración y otros delitos más.

### Refugió en la embajada de México en Bolivia (2019-2020)
El 19 de noviembre de 2019 salió a la luz pública, que la exministra de culturas y turismo Wilma Alanoca estaría pidiendo asilo político a México, para refugiarse en ese país, junto también a otros varios altos funcionarios públicos, que alguna vez formaron parte en las filas del Masismo.
Posteriormente a la victoria del MAS en las elecciones presidenciales de 2020, se rechazó la querella contra Wilma Alanoca, saliendo esta de su refugio en la residencia de México en La Paz.
Wilma Alanoca se postuló como primer concejal del MAS para la ciudad de El Alto, ganando el cargo a pesar de la derrota del candidato a alcalde, Zacarías Maquera.